# Слатина при Добјем
Слатина при Добјем (словен. Slatina pri Dobjem) је насељено место у општини Добје, Савињска регија, Словенија.

## Историја
До територијалне реорганизације у Словенији била је у саставу старе општине Шентјур при Цељу.

## Становништво
У попису становништва из 2011. године, Слатина при Добјем је имала 57 становника.
| Број становника према пописима | Број становника према пописима | Број становника према пописима |
| ------------------------------ | ------------------------------ | ------------------------------ |
| 1991                           | 2002                           | 2011                           |
| 58                             | 60                             | 57                             |

Напомена: До 1953. исказивано под именом Слатина.